# Everwin von Droste zu Möllenbeck
Everwin von Droste zu Möllenbeck (* 1592; † 1661) war ein Gutsbesitzer aus der Familie Droste zu Hülshoff und Mitglied der Fruchtbringenden Gesellschaft als „Der Labende“.

## Leben

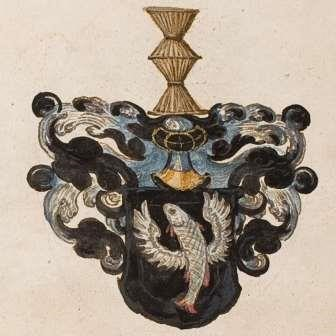
Wappen Everwin von Droste zu Möllenbeck (1592–1661)

Everwin V. wurde als eines von 12 Kindern und ältester Sohn des Alhard IV. Droste zu Möllenbeck und seiner Frau Gertrud von Bischopinck wahrscheinlich auf Haus Möllenbeck (heute Wolbeck) geboren. Sein Vater hatte den zugehörigen Gutsbesitz 1603/04 von seiner Schwester Margaretha, der Witwe des Cord von Steveninck, geerbt. Everwin V. war ein Urenkel des Münsteraner Bürgermeisters Everwin II. von Droste zu Handorf und gehörte somit der 13. Generation des Adelsgeschlechts Droste zu Hülshoff an. Schon sein Großvater Alhard III. Droste zu Uhlenbrock hatte, im Unterschied zur sonstigen Familie Droste zu Hülshoff, die protestantische Konfession angenommen. Sein Onkel Everwin Droste dagegen war ein Vorkämpfer der katholischen Reform im Hochstift Münster und humanistischer Schriftsteller. Mit ihm war er durch Liebe zur Literatur verbunden, welche viele Angehörige der 200 Jahre nach ihm geborenen Dichterin Annette von Droste-Hülshoff kennzeichnet. 1610 erlitt seine ganze Familie einen Raubüberfall auf Haus Möllenbeck, konnte sich aber retten – der jüngste Bruder von Everwin, Herbert, wurde schwedischer Oberst, Gutsbesitzer in der Niederlausitz und Vater des Generals Johann Eberhard von Droste zu Zützen. Everwin erbte 1625 den Gutsbesitz und heiratete seine Cousine Odilia Droste zu Hülshoff, eine Tochter des Münsteraner Bürgermeisters Bernhard II. von Droste zu Hülshoff, mit der er fünf Söhne bekam, u. a. seinen Stammfolger Bernhard III. Dieser heiratete 1651 Elisabeth, eine Tochter von Johann IV. von Morrien, Erbmarschall und Herr zu Nordkirchen, und der Anna Sophia von Limburg-Styrum, Stiftsdame in Nottuln und Erbin von 25.000 Talern. Sie hatten aber keine weiteren Nachkommen, so dass dieser Familienzweig bereits im 17. Jahrhundert erlosch und Haus Möllenbeck in Konkurs ging. Haus Möllenbeck gelangte dann an das Erbmännergeschlecht von der Tinnen und danach an die Familie Ketteler.

## Wirken für die fruchtbringende Gesellschaft
Everwin V. war 1618/19 Kammerjunker des Fürsten Ludwig I. von Anhalt-Köthen, dessen erste Frau Amoena Amalia von Bentheim-Tecklenburg war, aus einem westfälischen Geschlecht, mit dem schon Heinrich I. von Droste zu Hülshoff, der Großvater von Everwins Frau, gute Beziehungen unterhalten hatte. Dieser Fürst war der Gründer und erste Vorsitzende der berühmten Fruchtbringenden Gesellschaft, welche die erste und auch größte deutsche Sprachakademie war, gegründet zur Verwirklichung ethischer und sprachlich-literarischer Ziele. Zur gleichen Zeit wie Everwin wirkte dort der Pädagoge Wolfgang Ratke und es ist anzunehmen, dass Everwin mit ihm bei deren Gründung eng zusammen arbeitete und deshalb als Der Labende zu den ersten Mitgliedern der Fruchtbringenden Gesellschaft gehörte.